# Acartus
Acartus is een kevergeslacht uit de familie van de boktorren (Cerambycidae). De wetenschappelijke naam van het geslacht werd voor het eerst geldig gepubliceerd in 1872 door Olof Immanuel Fåhræus.

## Soorten
Acartus omvat de volgende soorten:
- Acartus abyssinicus Breuning, 1955
- Acartus biplagiatus (Aurivillius, 1928)
- Acartus bituberosus Breuning, 1958
- Acartus hirtus Fåhraeus, 1872
- Acartus penicillatus (Aurivillius, 1907)
- Acartus rufus Breuning, 1964
- Acartus subinermis Breuning, 1956